# 辽宁古盗鸟

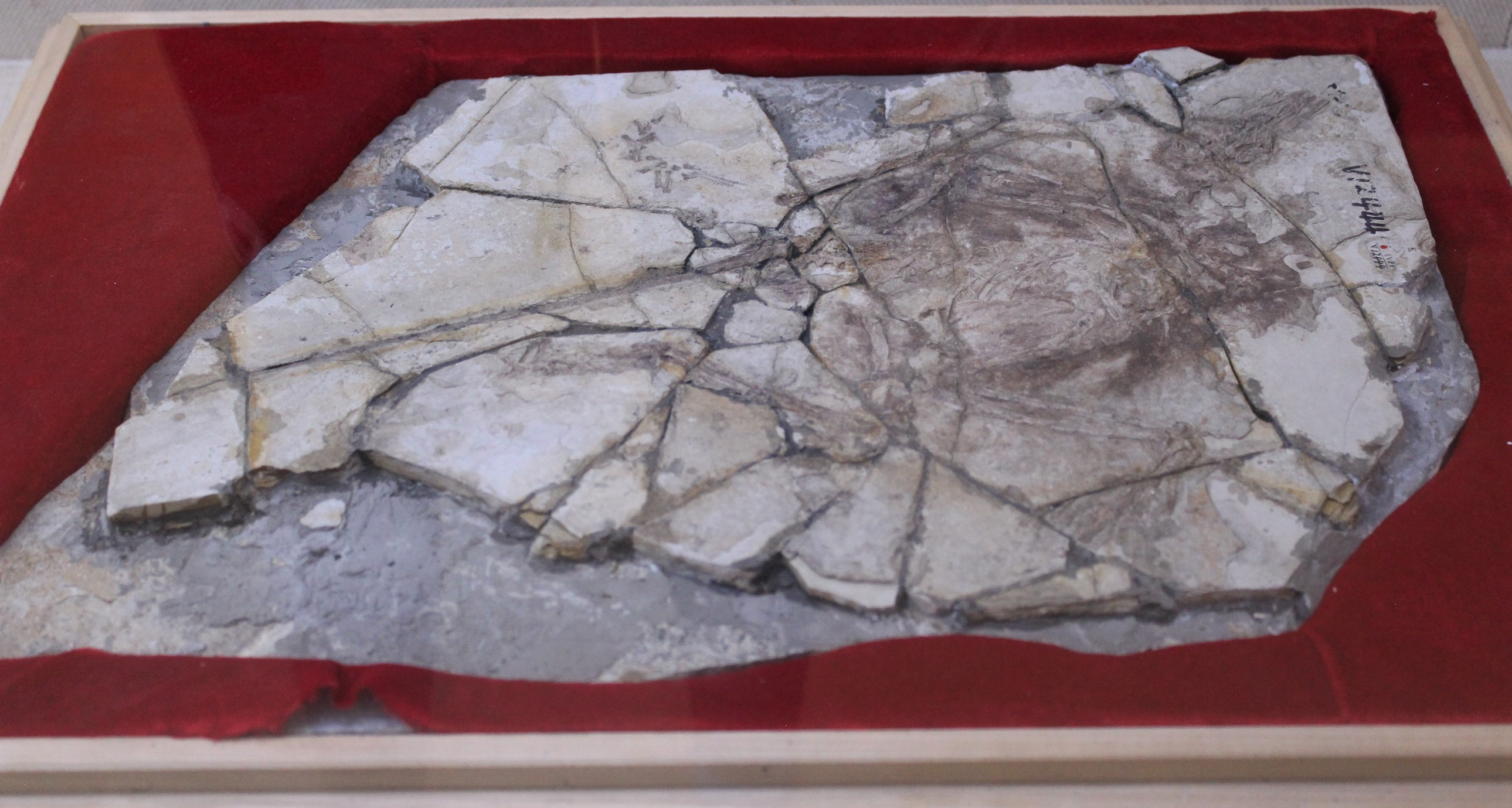
「遼寧古盜鳥」化石原件，於中國古動物博物館展出。雖然該化石是人工拼凑的標本，此物种并不存在，但由於其由燕鳥和小盜龍等真实動物化石构成，仍具有一定的科學價值。

辽宁古盗鸟（"Archaeoraptor liaoningensis"），亦稱遼寧古盜龍、古盜鳥事件，是一个科学骗局，1999年2月，文物贩子将不相关的两件真实的动物化石拼凑起来贩卖给美国犹他布兰丁恐龙博物馆馆长斯蒂芬·赛克斯，而后者联系了国家地理学会以及一名古生物学家来证明其真偽。后来国家地理学会发表了证明「古盗鸟」兩件化石不屬於同一物種，最后整个骗局被揭穿。

## 事件发展
1999年2月，文物贩子将不相关的两件出土于中国辽宁西部早白垩世时期沉积底层九佛堂组的真实动物化石拼凑起来走私至美国，并在美国图桑化石市场上卖给美国犹他州布兰丁恐龙博物馆馆长斯蒂芬·赛克斯。由于其同时具有鸟类特征和恐龙特征而引起广泛关注。
1999年4月，美国《国家地理杂志》两位编辑访问中国科学院古脊椎动物与古人类研究所（以下简称古脊椎所），与研究所人员商讨北票龙和中国鸟龙的有关事宜，其间提及一块被鉴定为有羽毛恐龍的化石标本已走私至美国，由一地方博物馆收藏，美国国家地理学会愿意协助中国索还该化石标本。
在美国国家地理学会协助下，犹他布兰丁恐龙博物馆与中国科学院古脊椎动物与古人类研究所达成初步协议，博物馆同意归还化石标本。同时，该馆馆长赛克斯邀请兽脚类恐龙权威柯瑞博士、古脊椎所的徐星博士及另一名美国古生物学家参与该标本的研究。赛克斯、柯瑞、徐星等人均观察到该标本存在拼接缝，身体与尾部之间的尤为明显。1999年10月，徐星首次见到该标本时曾指出其身体与尾部的腹背方向不一致。然而，古生物标本发现时经常不完整或骨架不相关联，为美化标本而将同一个体的骨骼重新拼接的形成很常见，拼接问题未被重视。
《国家地理杂志》第11期发表《霸王龙长羽毛了吗？》一文，文中介绍了中国古生物学家发现的北票龙、中国鸟龙和蒙古国古生物学家发现的一種未命名偷蛋龍類（後來被命名為天青石龍），犹他布兰丁恐龙博物馆的标本被命名为“辽宁古盗鸟”被介绍给公众。文章发表之前，《国家地理杂志》曾咨询过多位专家，并对该标本做过多种分析，包括徐星在内的所有学者均未能提供证据证明“辽宁古盗鸟”为不同动物拼接而成。
1999年10月，美国国家地理学会在华盛顿召开新闻发布会，介绍《霸》文内容及古脊椎所在辽西的恐龙研究。会上，古脊椎所与恐龙博物馆正式签署归还“辽宁古盗鸟”标本的协议。
1999年12月，徐星等古脊椎所成员在研究另一件采集自辽宁的兽脚类恐龙标本时，发现足够证据证明“辽宁古盗鸟”为不同动物骨骼拼接，随即通知美国国家地理学会。2001年1月，美国国家地理学会向公众宣布了这一消息。随即被美国全国广播公司、《今日美国》、《自然》和《科学》等媒体大量报道。